# Altair (vrak)
Altair är vraket efter ett fartyg byggt av järn som gick på grund på skäret Kopparnageln och sjönk utanför  Hävringe vid Oxelösund och Bråviken år 1925. Fartyget har knäckts så fören har sjunkit ner till 20-25 meters djup, medan resterna av aktern befinner sig på cirka sju meters djup nära några kobbar. Av aktern finns inte mycket kvar, av den återstår bara en lång rad spant.